# Sha're
Sha're è un personaggio immaginario dell'universo di Stargate; nel film Stargate è interpretata da Mili Avital, mentre in Stargate SG-1 da Vaitiare Bandera. Il suo nome in Stargate era scritto Sha'uri, mentre in Stargate SG-1 viene cambiato in Sha're; la pronuncia rimane comunque invariata.
Sha're è originaria di Abydos, è figlia del leader degli abydosiani, Kasuf, e sorella di Skaara. Rapita da Apophis, divenne ospite della goa'uld Amonet.

## Biografia
Sha're è nata su Abydos, è figlia di Kasuf, sorella di Skaara ed è sempre stata sottomessa al Signore del Sistema Ra.
Quando arriva la squadra di O'Neill sul pianeta e la popolazione li accoglie, Kasuf offre la figlia al dottor Daniel Jackson; questi prima la rifiuta, ma poi entrambi si innamorano, e quando Daniel ha l'occasione di tornare sulla Terra decide invece di restare ad Abydos per sposare Sha're.
Un anno dopo la morte di Ra, arrivò sul pianeta un altro Signore del Sistema, Apophis. Egli rapì Skaara, per farne ospite del figlio Klorel, e Sha're, per farne ospite della propria consorte Amonet, sua sposa. Da allora Daniel si aggregò alla squadra SG-1 prefissandosi lo scopo di ritrovarla.
Nel frattempo Apophis mise incinta Sha're con lo scopo di generare un ospite umano con capacità extracorporee, in modo da diventare ancora più potente. Questa era un'azione vietata tra i goa'uld: infatti il figlio di due ospiti di simbionti goa'uld, chiamato Harcesis, aveva oltre ai poteri sovrumani anche l'intera conoscenza dei Goa'uld.
Dopo circa un anno, Daniel Jackson e il jaffa Teal'c ritornarono su Abydos, dove scoprirono della gravidanza di Sha're. Durante la gestazione il simbionte Amonet si mise in uno stato dormiente per permettere di portare a termine la gravidanza, permettendo alla coscienza di Sha're di riaffiorare. Daniel aiutò Sha're a partorire, ma non riuscì a salvare il bambino, che fu rapito da Apophis insieme a Sha're, che nel frattempo era ritornata sotto l'influenza di Amonet.
Daniel ebbe un ruolo importante nella guerra contro i Goa'uld, ma non dimenticò mai il suo obiettivo principale: ritrovare Sha're. Daniel riuscì a trovarla, ma Amonet lo catturò e lo torturò con il suo Guanto Goa'uld, portando Daniel in fin di vita. Teal'c dovette colpire Amonet per salvare Daniel, ferendo a morte Sha're. Dopo questo episodio Daniel ruppe tutti i suoi rapporti con Teal'c e lasciò il Comando Stargate. Ma gli apparve in sogno Sha're, dicendogli di perdonare Teal'c e tornare nella SG-1; convinto che tramite il guanto Sha're gli abbia davvero lasciato un messaggio, tornò al Comando e perdonò Teal'c. Inoltre Sha're gli chiese di ritrovare Shifu, il nome del figlio avuto con Apophis, dicendogli che si trovava in un luogo chiamato Kheb.